# Kernkraftwerk Kostroma
Das Kernkraftwerk Kostroma (russisch Костромска́я АЭС/Kostromskaja AES [anhörenⓘ]) sollte 75 Kilometer nordöstlich von Kostroma entstehen, der Bau wurde 1990 wegen Protesten der Anwohner eingestellt.

## Geschichte in der Sowjetunion
Bereits 1978 wurde eine Machbarkeitsstudie aufgestellt, deren Ergebnisse am 15. April 1980 zur Konkretisierung des Baus führten. Eine entsprechende Kommission wurde gegründet. Diese plante den Bau von zwei Blöcken des Typs RBMK-1500, deren Leistung jeweils 1500 Megawatt betragen sollte. Nach kurzer Planungsphase begann der Bau bereits am 11. Juni 1980. Der Standort war zehn Kilometer südlich der Stadt Bui und einen Kilometer westlich der Arbeitersiedlung Tschistyje Bory.
Das Kraftwerk in Kostroma sollte einige spezielle Sicherheitseinrichtungen bekommen, etwa die Grundkonstruktion des RBMK mit erweiterter Sicherheitstechnik, einen speziellen Wasserreservebehälter und ein Abwasserreinigungssystem. Für die Kühlung des Kraftwerks wurde ein künstlich angelegter See geplant (ähnlich wie in Tschernobyl und Kursk). Der Anschluss ans Stromnetz war über die Umspannwerke Borok (Transformation zu 220 kV, 110 kV, 10 kV), Sapadny (Transformation zu 110 kV, 10 kV) und Popowka (Transformation zu 110 kV, 6 kV) vorgesehen. Der Ort Tschistyje Bory sollte, ähnlich der Stadt Prypjat nahe Tschornobyl, zu einer Stadt für weitere 7000 Menschen ausgebaut werden.
Infolge der Katastrophe von Tschernobyl am 26. April 1986 wurde das Projekt zum Bau der beiden RBMK aus Sicherheitsgründen gestoppt. Um den Weiterbau zu gewährleisten, floss zwischenzeitlich weiter Geld in das Projekt. Am 15. Juni 1990 kam dann das endgültige Aus für das Kraftwerk. Die Abgeordneten des Rates der Volksdeputierten der Oblast Kostroma stimmten mit 100 zu 2 Stimmen gegen die Wiederaufnahme des Projekts. Letztendlich wurde eine Abstimmung in der Oblastduma bewilligt. Daraufhin wurde im Jahr 1992 die Finanzierung endgültig eingestellt.

## Geschichte nach dem Zerfall der Sowjetunion
Nach dem Zerfall der Sowjetunion wurde am 12. Dezember 1992 beschlossen, das Projekt erneut aufzunehmen, am 21. April 1993 gab der Minister für Atomenergie W. Michailow eine Machbarkeitsstudie in Auftrag. Am 19. Juli 1994 beschloss die Regierung der Oblast Kostroma den Bau von vier Reaktoren vom Typ WPBER-600 (WWER-640/407). Am 8. Dezember 1996 wurde darüber nachgedacht, den Bau der RBMK wieder aufzunehmen. Dagegen protestierten die Einwohner der Oblast Kostroma mit Unterstützung von Greenpeace.
Auf eine Initiative von Greenpeace wurde eine Abstimmung der Bürger der Oblast Kostroma unter dem Namen Nein zur Kernenergie in unserem schönen, umweltfreundlichen und sauberen Kostroma! durchgeführt. Das Ergebnis der Abstimmung fiel wie folgt aus:
- 58,12 % der Bürger nahmen teil
- 10,46 % stimmten für den Weiterbau
- 87,44 % stimmten gegen den Weiterbau

Ergebnis des Referendums war die Einstellung der Planungen. Als Folge sahen jedoch viele Einwohner ihre Chancen auf Arbeit verspielt. Eine Gruppe von Ingenieuren, die sich Hoffnung auf einen Arbeitsplatz im Kernkraftwerk gemacht hatte und dafür nach Kostroma umgezogen war, klagte beim Obersten Gericht. Es sei verfassungswidrig gewesen, ein solches Referendum durchzuführen. Das Gericht wies die Klage ab.
Am 20. Juli 2000 wurde der endgültige Beschluss verabschiedet, das geplante Kernkraftwerk Kostroma mit den WPBER-600 nicht zu bauen. Am 1. März 2007 wurde beschlossen, die Kapazitäten in andere Regionen Russlands zu verlagern. Dadurch entstand das Projekt 2007–2015, welches beinhaltet, ab 2007 jährlich zwei neue Reaktoren zu bauen und ab 2012 jährlich zwei Reaktoren in Betrieb zu nehmen. Dieses Projekt hat zum Ziel, die alten Reaktoren von Typ RBMK und die restlichen WWER-440 in Russland zu ersetzen und abzuschalten. Insgesamt will Rosatom 27 neue Reaktoren bauen. Trotzdem bestehen weiterhin die besten Voraussetzungen für den Bau eines Kernkraftwerks in der Oblast Kostroma. 2007 zog Rosatom sein Veto gegen einen Bau in Kostroma zurück. Der Standort soll als Ersatzkapazität weiterhin erhalten bleiben. 

## Daten der Reaktorblöcke
| Reaktorblock | Reaktortyp | Netto- leistung | Brutto- leistung | Anfang Projektplanung | Baubeginn  | Projekt- einstellung |
| ------------ | ---------- | --------------- | ---------------- | --------------------- | ---------- | -------------------- |
| Kostroma-1   | RBMK-1500  | 1.380 MW        | 1.500 MW         | 15.04.1980            | 11.06.1980 | 1990                 |
| Kostroma-2   | RBMK-1500  | 1.380 MW        | 1.500 MW         | 15.04.1980            | 11.06.1980 | 1990                 |
| Kostroma-1   | WPBER-600  | 600 MW          | 630 MW           | 19.07.1994            | -          | 20.07.2000           |
| Kostroma-2   | WPBER-600  | 600 MW          | 630 MW           | 19.07.1994            | -          | 20.07.2000           |
| Kostroma-3   | WPBER-600  | 600 MW          | 630 MW           | 19.07.1994            | -          | 20.07.2000           |
| Kostroma-4   | WPBER-600  | 600 MW          | 630 MW           | 19.07.1994            | -          | 20.07.2000           |